# Paranaspia yayeyamensis
Paranaspia yayeyamensis är en skalbaggsart som beskrevs av Hayashi och Yokoyama 1974. Paranaspia yayeyamensis ingår i släktet Paranaspia och familjen långhorningar.
Artens utbredningsområde är Taiwan. Inga underarter finns listade i Catalogue of Life.